# Houthalen-Helchteren
Houthalen-Helchteren este o comună din regiunea Flandra din Belgia. Comuna este formată din localitățile Houthalen și Helchteren. Suprafața totală a comunei este de 78,27 km². La 1 ianuarie 2008 comuna avea o populație totală de 29.993 locuitori. 

## Personalități născute aici
- Ingrid Daubechies (n. 1954), matematician, fizician, emigrată în SUA.